# Peach Orchard (Arkansas)
Peach Orchard est une municipalité du comté de Clay, dans l’État de l’Arkansas aux États-Unis.

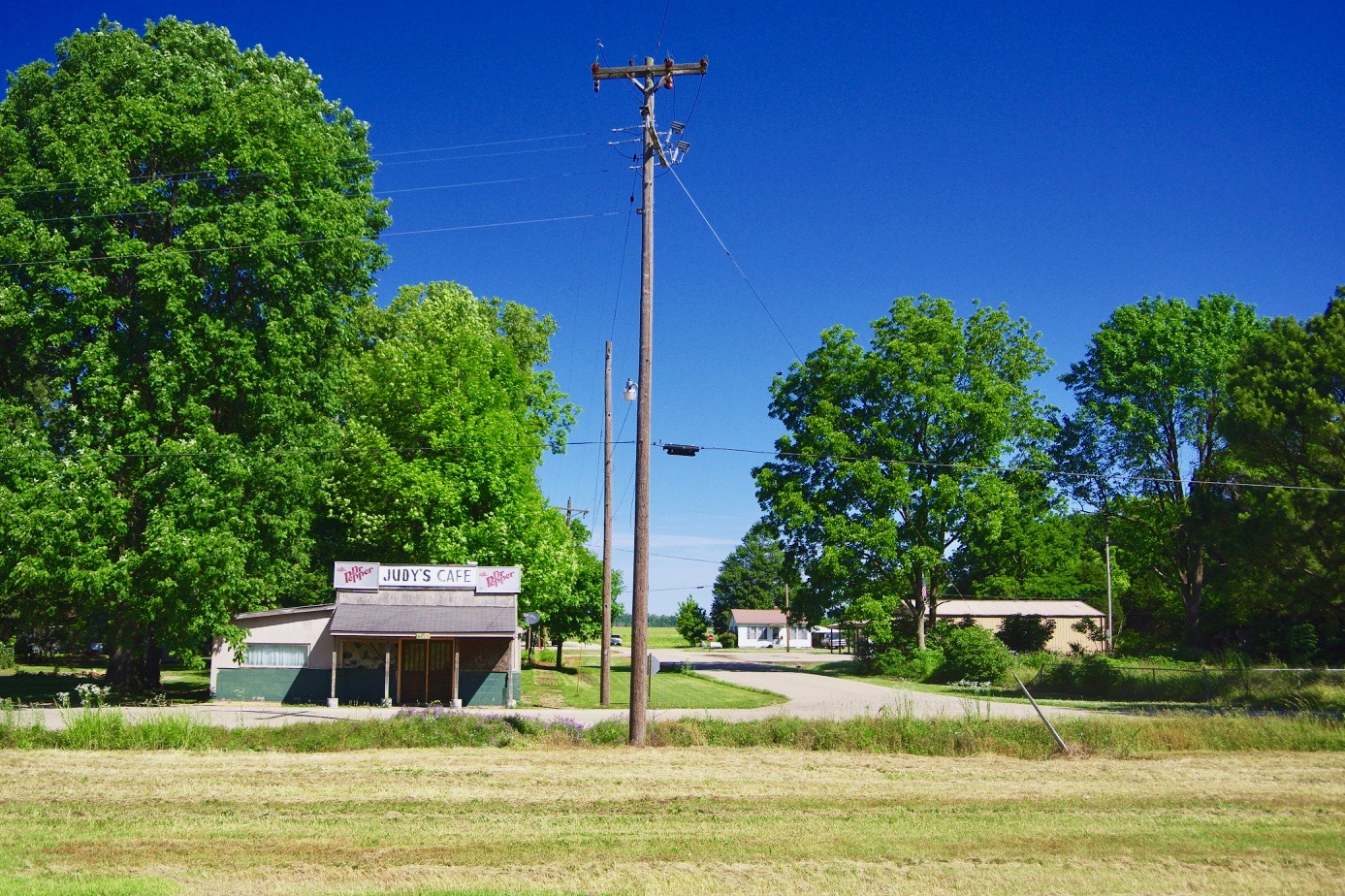
Rue Principale Nord

## Démographie
| 1920 | 1930 | 1940 | 1950 | 1960 | 1970 |
| ---- | ---- | ---- | ---- | ---- | ---- |
| 484  | 361  | 374  | 327  | 348  | 256  |

| 1980 | 1990 | 2000 | 2010 | - | - |
| ---- | ---- | ---- | ---- | - | - |
| 243  | 197  | 195  | 135  | - | - |